# 波普拉德河

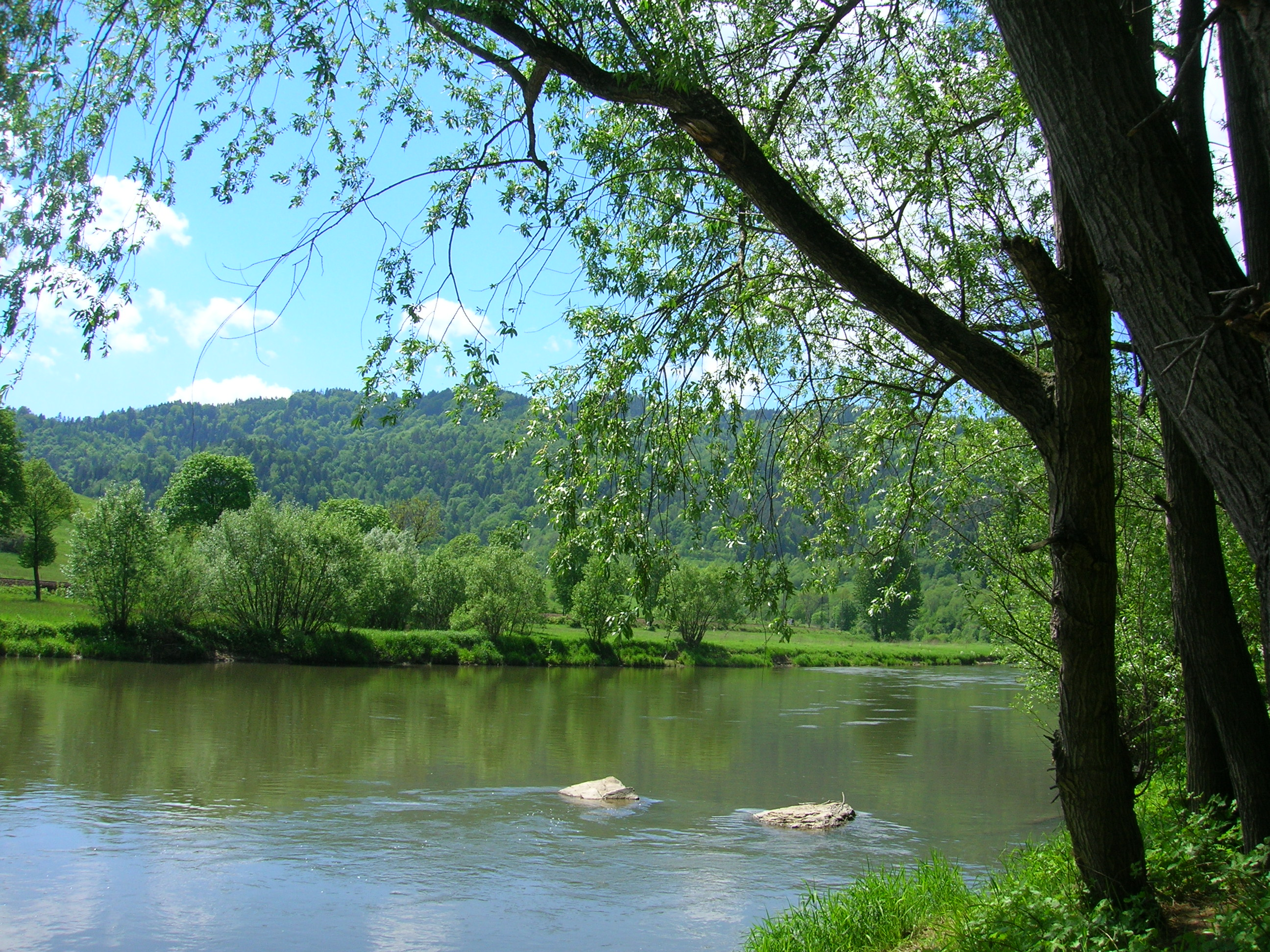

波普拉德河是中歐的河流，流經斯洛伐克北部和波蘭南部，屬於杜納耶茨河的支流，河道全長170公里，流域面積2,077平方公里，是斯洛伐克唯一注入波羅的海的河流。
49°35′N 20°39′E / 49.583°N 20.650°E